# Dłużniewo Duże
Dłużniewo Duże – wieś w Polsce położona w województwie mazowieckim, w powiecie płockim, w gminie Staroźreby.
Na terenie wsi utworzono dwa sołectwa Dłużniewo i Kierz,
| SIMC    | Nazwa          | Rodzaj    |
| ------- | -------------- | --------- |
| 0576540 | Dłużniewo Małe | część wsi |
| 0576533 | Kierz          | część wsi |

W latach 1975–1998 miejscowość administracyjnie należała do województwa płockiego.